# شان کانینگتون
شان کانینگتون (انگلیسی: Shaun Cunnington؛ زادهٔ ۴ ژانویهٔ ۱۹۶۶) بازیکن فوتبال اهل بریتانیا است.
از باشگاه‌هایی که در آن بازی کرده‌است می‌توان به باشگاه فوتبال وست برومویچ آلبیون، باشگاه فوتبال ساندرلند، باشگاه فوتبال کیدرمینستر هاریرس، باشگاه فوتبال گریمزبی تاون، باشگاه فوتبال نوتس کانتی، و باشگاه فوتبال ورکسام اشاره کرد.